# Hajo Wilken
Hajo Wilken (* 18. November 1971 in Emden) ist Radioredakteur, Sprecher und Radiomoderator.

## Laufbahn
Nach Abitur und Ausbildung zum Groß- und Außenhandelskaufmann volontierte Wilken 1994 bei Radio PSR.
Weitere Radiostationen: Radioropa oldie.fm (heute R.SA), MDR Life, MDR Sputnik und Jump, Nachrichtenchef bei Energy Sachsen und von Januar 2004 bis August 2007 Nachrichtenchef und Nachrichten-Anchor bei Radio 21 – Classic Rock in Niedersachsen sowie bei Rockland Radio – Classic Rock in Rheinland-Pfalz. Von September 2007 bis 2012 arbeitete er wieder beim Radiosender MDR Jump. Seit 2012 ist er als Nachrichtensprecher bei Radio PSR zu hören.
Hajo Wilken stellte zwei Weltrekorde im Dauermoderieren auf und gewann mehrere Hörfunkpreise.